# Pierrefitte-Nestalas
Pierrefitte-Nestalas è un comune francese di 1 184 abitanti situato nel dipartimento degli Alti Pirenei nella regione dell'Occitania.

## Società

### Evoluzione demografica
Abitanti censiti